# Insomniac cu Dave Attell
Insomniac cu Dave Attell a fost un serial de televiziune difuzat de Comedy Central și găzduit de comediantul Dave Attell. Serialul a rulat timp de patru sezoane între 5 august 2001 și 11 noiembrie 2004.

## Descriere
Gazda Dave Attell hoinărește printr-un oraș anume pe timp de noapte, cu precădere aproape de miezul nopții⁠(d), și vizitează diferite baruri, cluburi și alte repere ale orașului. De asemenea, merge la restaurante unde comandă specialitatea casei și se întâlnește cu persoane care lucrează în tura de noapte și au o meserie ieșită din comun (i.e.  persoane care fac curat în locurile în care s-au comis crime⁠(d), garanți⁠(d), mulgători, prostituate, polițiști pe bicicletă, mineri etc). Pe parcursul emisiunii, Attell glumește cu trecătorii și realizează fotografii cu o cameră foto de unică folosință⁠(d). Fiecare episod se încheie odată cu răsăritul soarelui, moment când care Attell le transmite telespectatorilor „Get some sleep!” (în română Culcați-vă!).
Programul durează 30 de minute, a rulat timp de patru sezoane pe Comedy Central și a avut șase episoade special filmate în Tokyo, Amsterdam, Rio de Janeiro, Dublin, Londra și sudul Statelor Unite. Două volume ale serialului tv au fost lansat pe DVD sub titlul The Best of Insomniac Uncensored.
Producătorii Insomniac au fost Nick McKinney, Dave Hamilton și Mala Chapple. McKinney și Hamilton au regizat toate episoadele. Compozitorul coloanei sonore a serialului a fost Bob Golden.

## Orașe vizitate
| Sezonul 1     | Sezonul 2     | Sezonul 3    | Sezonul 4      |
| ------------- | ------------- | ------------ | -------------- |
| New York City | Chicago       | Toronto      | Amsterdam      |
| San Francisco | Philadelphia  | Nashville    | Las Vegas      |
| Miami         | Boston        | Little Rock  | London         |
| Kansas City   | Boise         | Myrtle Beach | Salt Lake City |
| New Orleans   | Reno          | Cleveland    | Key West       |
| Houston       | Atlanta       | Albuquerque  | Austin         |
| Memphis       | Phoenix       | Anchorage    | Dublin         |
| Tijuana       | Montreal      | Portland     | Honolulu       |
| Baltimore     | Charleston    | Oakland      | Columbus       |
| New York City | New York City | Long Island  | New York City  |

## Episoade speciale
- March on the South (Carolina de Nord, Carolina de Sud și Georgia )
- Rio Dave Janeiro (Rio de Janeiro)
- Sloshed in Translation (Tokyo)
- Insomni-Achtung Baby! (Berlin)
- Hambone